# Promozione 1956-1957
Nella stagione 1956-1957, la Promozione era il quinto livello del calcio italiano (il primo livello regionale).  Suddiviso in tanti gironi regionali, è l'antesignano dell'attuale Eccellenza.
Per ottenere la promozione in IV Serie non era sufficiente vincere il campionato. La Federazione, nel valutare i titoli sportivi ottenuti sul campo, avrebbe promosso alla categoria superiore le società in possesso di un impianto sportivo delle misure utili stabilite per la partecipazione alla IV Serie e che avessero solidità economica tale da poter sostenere le spese della gestione di quel campionato nazionale.
Il campionato è strutturato in vari gironi all'italiana su base regionale, gestiti dai Comitati Regionali di competenza. Le squadre che vincevano il proprio girone rientravano nel lotto delle squadre proposte all'ammissione alla categoria superiore anche se non si aggiudicavano il titolo di Campione Regionale di Promozione messo sempre in palio da ogni Lega Regionale anche nel caso i gironi fossero più di uno.

## Campionati
- Promozione Abruzzo 1956-1957
- Promozione Basilicata 1956-1957
- Promozione Calabria 1956-1957
- Promozione Campania-Molise 1956-1957
- Promozione Emilia-Romagna 1956-1957
- Promozione Friuli-Venezia Giulia 1956-1957
- Promozione Lazio 1956-1957
- Promozione Liguria 1956-1957
- Promozione Lombardia 1956-1957
- Promozione Marche 1956-1957
- Promozione Piemonte-Valle d'Aosta 1956-1957
- Promozione Puglia 1956-1957
- Promozione Sardegna 1956-1957
- Promozione Sicilia 1956-1957
- Promozione Toscana 1956-1957
- Promozione Trentino-Alto Adige 1956-1957
- Promozione Umbria 1956-1957
- Promozione Veneto 1956-1957

## Regolamento
In questa stagione a parità di punteggio non era prevista alcuna discriminante: le squadre a pari punti erano classificate a pari merito (la F.I.G.C. in questa stagione non teneva conto della differenza reti, la utilizzava solo per la Lega Giovanile). In caso di assegnazione di un titolo sportivo (promozione o retrocessione) era previsto uno spareggio in campo neutro.
Le squadre che non hanno portato a termine il campionato non vanno considerate come classificate ma tolte dalla classifica azzerando tutti i risultati conseguiti fino al momento dell'esclusione o della rinuncia.